# Kriegerdenkmal Giebelroth

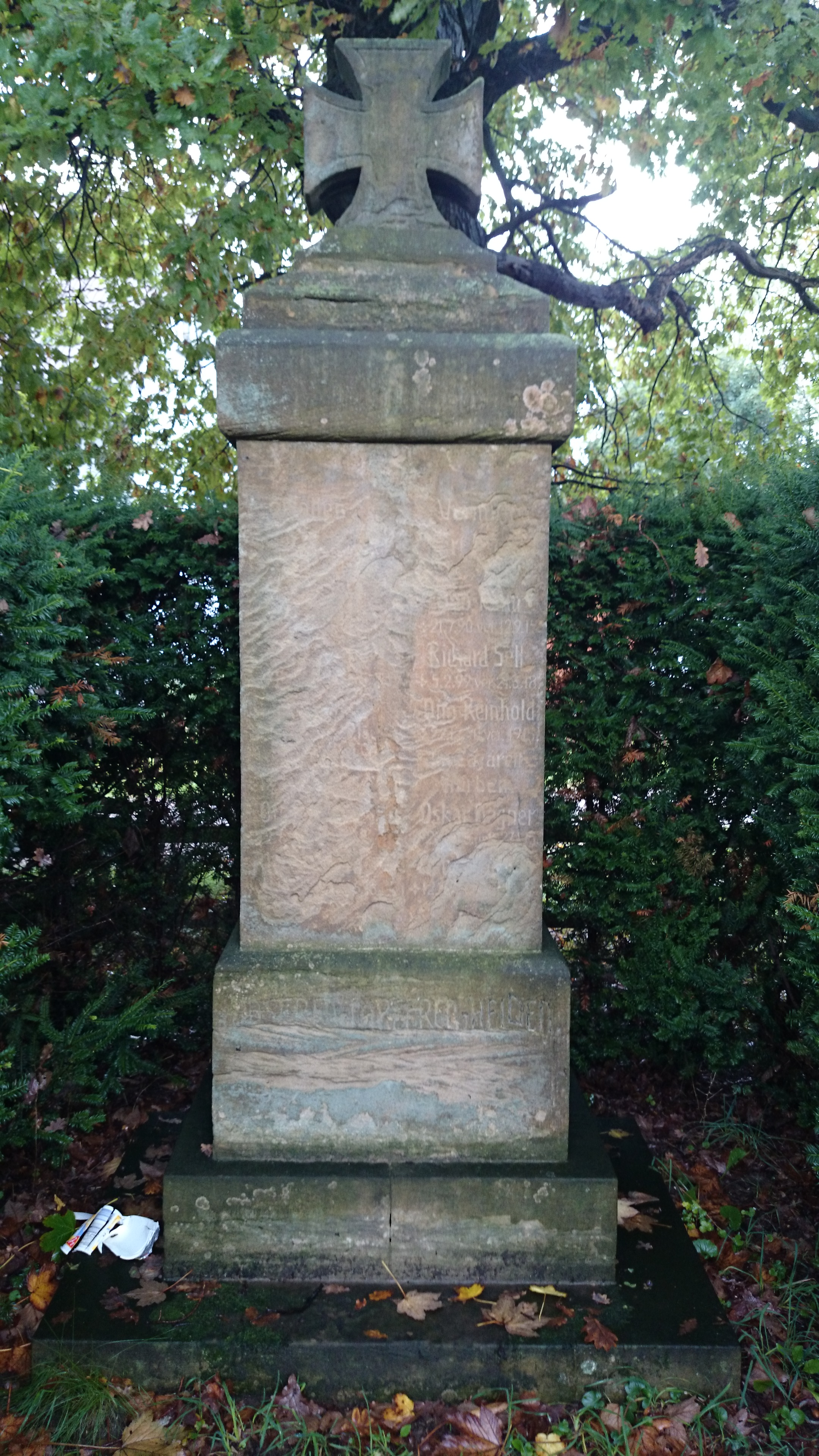
Kriegerdenkmal in Giebelroth

Das Kriegerdenkmal Giebelroth ist ein denkmalgeschütztes Kriegerdenkmal in der Ortschaft Giebelroth des Ortsteiles Heuckewalde der Gemeinde Gutenborn in Sachsen-Anhalt. Im örtlichen Denkmalverzeichnis ist der Gedenkstein unter der Erfassungsnummer 094 85552 als Baudenkmal verzeichnet.
Das Denkmal der Gefallenen des Ersten Weltkriegs, eine Sandsteinstele auf dreistufigem Sockel, wird von einem Eisernen Kreuz gekrönt. Die Namen der Gefallenen sind stark verwittert und nicht mehr lesbar. Das Kriegerdenkmal steht am nördlichen Ortsausgang an der Bundesstraße 2. 

## Quelle
- Kriegerdenkmal Giebelroth, abgerufen am 4. September 2017.